# Kortvleugelmotten
De kortvleugelmotten (Chimabachidae) zijn een familie van vlinders in de superfamilie Gelechioidea. De familie telt zeven soorten, verdeeld over twee geslachten, en werd ook wel beschouwd als een onderfamilie van de sikkelmotten (Oecophoridae), uit dezelfde superfamilie. Onder meer Hodges deed dat in 1974. In de revisie door Van Nieukerken et al. (2011), kreeg het taxon een status als zelfstandige familie in de superfamilie Gelechioidea. In het Nederlands Soortenregister staan ze als een onderfamilie van de schijn-zakdragers (Lypusidae). De twee geslachten zijn Dasystoma en Diurnea.
In Europa komen de volgende soorten voor:
- Dasystoma salicella (Hübner 1796) – Wollige kortvleugelmot
- Diurnea fagella (Denis & Schiffermüller, 1775) – Voorjaarskortvleugelmot
- Diurnea lipsiella (Denis & Schiffermüller, 1775) – Herfstkortvleugelmot

Deze soorten komen alle in Nederland en België voor.
Overige soorten:
- Dasystoma kurentzovi (Lvovsky, 1990)
- Diurnea fumida (Butler, 1879)
- Diurnea issikii Saito, 1979
- Diurnea soljanikovi Lvovsky, 1986

## Afbeeldingen

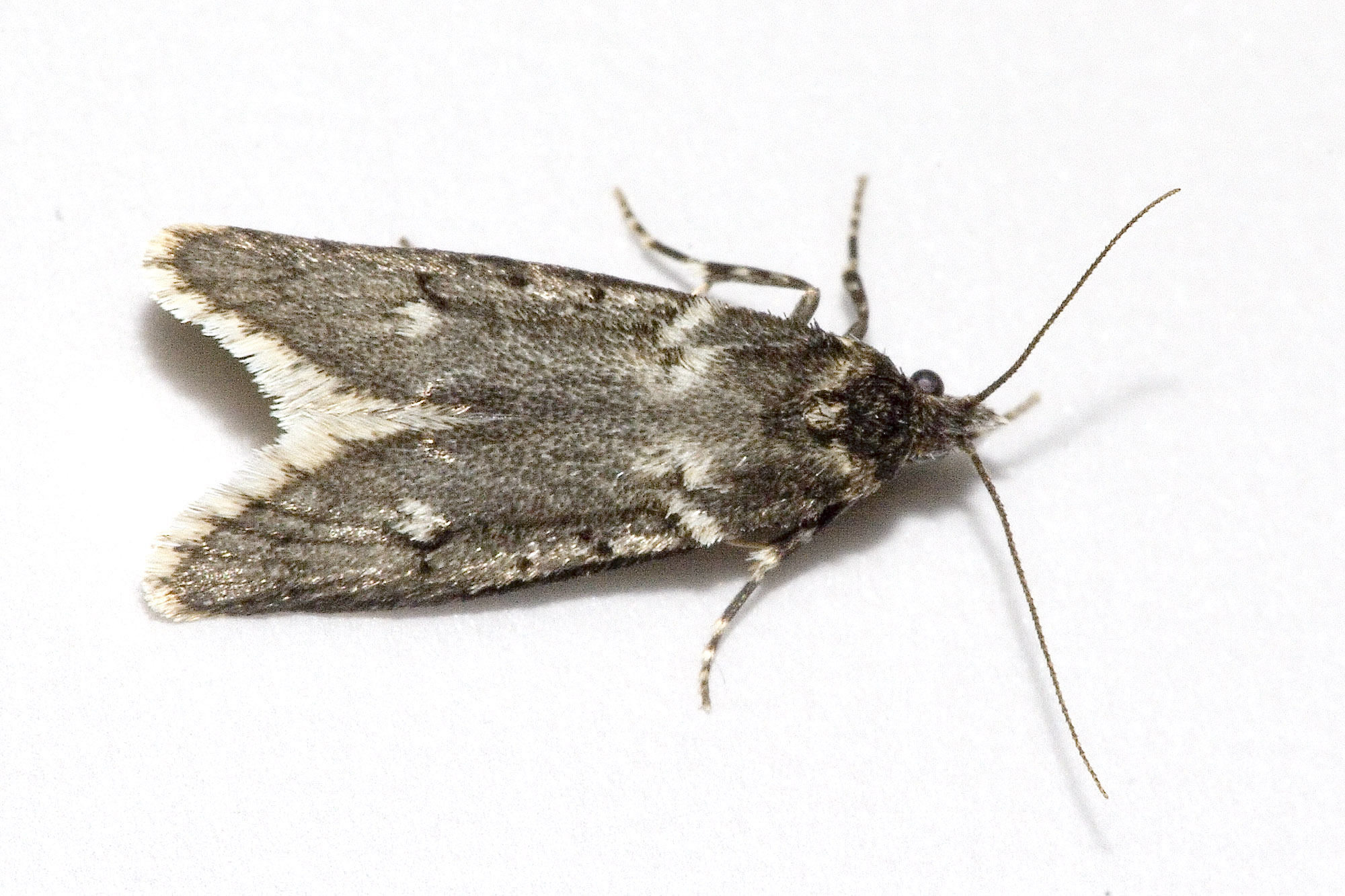
Voorjaarskortvleugelmot (Diurnea fagella)
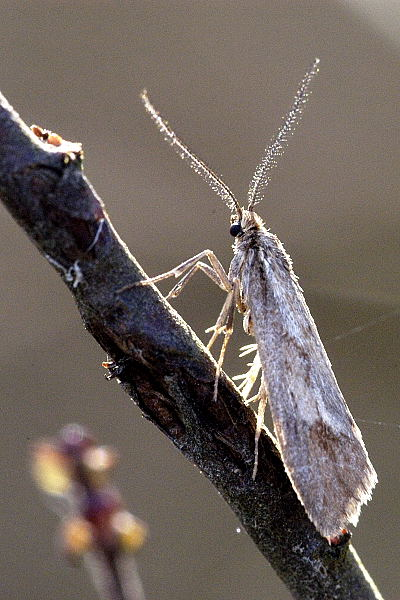
Herfstkortvleugelmot (Diurnea lipsiella)